# Pemmer Orgelbau
Pemmer Orgelbau ist ein österreichisches Orgelbauunternehmen. Es hat seinen Sitz in Kottes-Purk in Niederösterreich und wird von Orgelbaumeister Philipp Pemmer geführt.

## Geschichte
Pemmer Orgelbau wurde 1986 von Josef Diethard Pemmer gegründet. Sein Sohn Philipp Pemmer absolvierte zuerst eine Fachschule für Innenausbau, bevor er bei Orgelbaumeister Ferdinand Salomon in die Lehre ging. Als Orgelbau-Geselle sammelte er in Deutschland, Spanien und der Schweiz Erfahrung, 2012 stieg er in den väterlichen Familienbetrieb ein.
Am 2. Jänner 2014 übernahm Philipp Pemmer die Firma von seinem Vater. Neben dem Orgelneubau hat er sich auf die Restaurierung historischer Orgel-Instrumente spezialisiert. Seit Gründung (1986) und dem Jahr 2015 wurden von Pemmer-Orgelbau ca. 40 neue Instrumente geschaffen und 200 restauriert.

## Werke (Auswahl)
Man. = Manuale     Reg. = Register     P = Pedalklaviatur

### Josef Diethard Pemmer
| Jahr    | Ort                                     | Kirche                     | Bild | Man. | Reg. | Bemerkungen |  |
| ------- | --------------------------------------- | -------------------------- | ---- | ---- | ---- | --- |  |
| 1990    | Aggsbach Markt                          | Pfarrkirche Aggsbach Markt |      | II/P | 12   | Gehäuse von Franz Meinl 1871. |  |
| 2000    | Artstetten-Pöbring (Schloss Artstetten) | Pfarrkirche                |      | II/P | 13   | Das von Franz Capek 1897 geschaffene Werk wurde im Jahr 2000 im Wesentlichen durch einen Neubau ersetzt.                                                 |  |
| 2001/02 | Nappersdorf                             | Pfarrkirche Nappersdorf    |      | II/P | 16   | Das von Johann Georg Fischer 1810 geschaffene und von Franz Meinl erneuerte Werk wurde 2001 mit einem neuen Brüstungspositiv auf zwei Manuale erweitert. |  |
| 2007    | Niederranna                             | Pfarrkirche Niederranna    |      | I/P  | 11   | Renovierung der von Andreas Stöger stammenden Orgel aus dem Jahr 1852.                                                                                   |  |

### Philipp Pemmer
| Jahr | Ort                                           | Kirche                                  | Bild | Man. | Reg. | Bemerkungen |  |
| ---- | --------------------------------------------- | --------------------------------------- | ---- | ---- | ---- | --- |  |
| 2010 | Kirchstetten                                  | Privathaus                              |      | I    | 2    | Meisterstück, Organo di legno, zwei 8-Fuß-Register in offener und gedeckter Bauweise, C–c4 |  |
| 2014 | Eisenstadt                                    | Joseph Haydn-Konservatorium             |      | II/P | 1    | Übungsorgel für das Konservatorium, Manuale und Pedal spielen mit jeweils eigenen Ventilen lediglich ein 8-Fuß-Register an                                                                            |  |
| 2015 | Spitz                                         | Pfarrkirche Spitz                       |      | I    | 4    | Neubau einer „Marienorgel“, einer sogenannten Organo di legno als Chororgel. |  |
| 2016 | St. Bernhard-Frauenhofen (Stift St. Bernhard) | Pfarrkirche St. Bernhard                |      | I/P  | 9    | Restaurierung der wertvollen historischen Orgel unbekannter Herkunft, die der Orgelbauer Franz Metall, der 1880 das Horner Bürgerrecht erhalten hatte, im 19. Jahrhundert in St. Bernhard aufstellte. |  |
| 2016 | Groißenbrunn                                  | Pfarrkirche Groißenbrunn                |      | I/P  | 8    | Restaurierung der Simon Burkhardt-Orgel aus dem Jahr 1757 → Orgel |  |
| 2018 | Pulkau                                        | Pfarrkirche Pulkau                      |      | II/P | 22   | Restaurierung der Matthias-Jeßwagner-Orgel aus dem Jahr 1762. |  |
| 2018 | Pöllaberg                                     | Filialkirche zu den hll. Peter und Paul |      | I    | 4    | Restaurierung der sog. „Zwerger-Orgel“, von Johann Wöckherl im Jahr 1648 geschaffen. Am 1. Juli 2018 fand die Wiedereinweihung statt.                                                                 |  |
| 2018 | Messern                                       | Pfarrkirche Messern                     |      | I/P  | 8    | Instandsetzung der Johann Marcell Kaufmann-Orgel aus dem Jahr 1883. |  |
| 2019 | Rappottenstein                                | Rappottenstein                          |      | II/P | 15   | Restaurierung Benedikt-Latzl-Orgel aus dem Jahr 1862, die Mauracher (Linz) renoviert, und das Pedal auf 27 Töne erweitert hatte                                                                       |  |
| 2020 | Essling                                       | Esslinger Pfarrkirche                   |      | II/P | 14   | Neubau unter teilw. Verwendung hist. Register |  |